# Giant Bomb
Giant Bomb – amerykański portal internetowy poświęcony tematyce gier komputerowych.
Witryna Giant Bomb została założona w 2008 roku. W 2012 roku projekt został przejęty przez CBS Interactive.
Od 2020 roku właścicielem witryny jest firma Red Ventures.
W ciągu miesiąca serwis generuje ponad 3 mln odsłon (stan na 2020 rok). 